# Acesso de primeiro contato
Nos sistemas de saúde, acesso de primeiro contato, ou porta de entrada, é definido como o nível inicial de interação que um paciente tem com o sistema de saúde. É fornecido pelo primeiro médico ou profissional de saúde que o paciente encontra quando apresenta uma necessidade em saúde. Além de atuar como entrada principal para o sistema de saúde, este primeiro ponto de contato tem a função de desenvolver uma avaliação inicial do paciente e de realizar a triagem dos casos, encaminhando aqueles selecionados para o hospital ou para outras especialidades.
Frequentemente, a atenção primária é responsável por exercer esta função nos sistemas de saúde. Algumas características desta oferta de cuidado podem ser: proximidade com o local de moradia da população atendida; espectro de condições abordadas, que se diferencia do hospitalar, incluindo doenças comuns, menos graves, e sintomas vagos e inespecíficos; associação de cuidados preventivos e educação em saúde; e, em alguns contextos, a participação de trabalhadores paramédicos, técnicos e assistentes.
No Brasil, segundo a Política Nacional de Atenção Básica, a principal porta de entrada para o Sistema Único de Saúde deve ser a rede de atenção primária, organizada, majoritariamente, sob o modelo Estratégia Saúde da Família.